# Emil Franciszek Mecnarowski

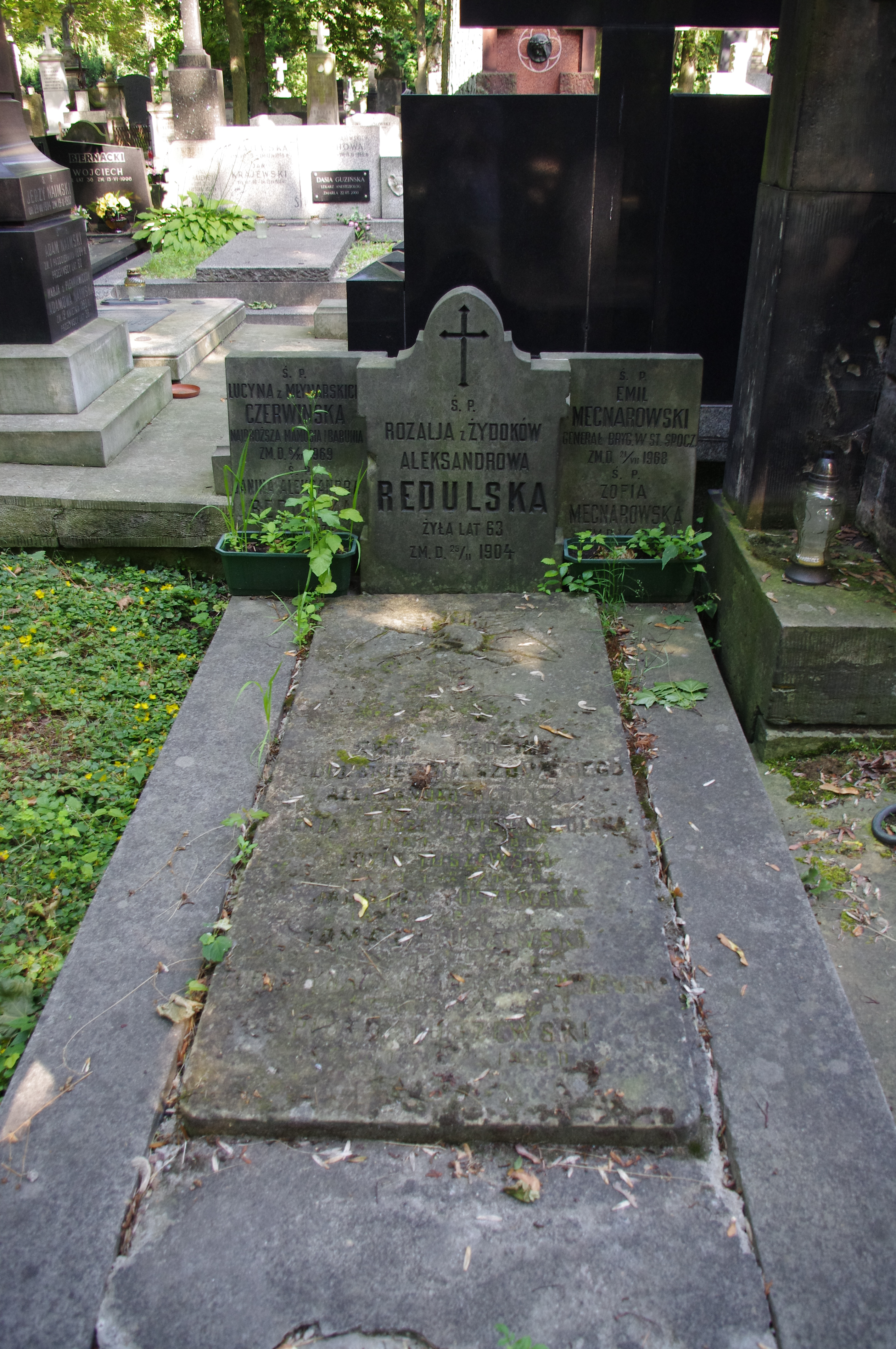
Grób gen. Emila Franciszka Mecnarowskiego na Starych Powązkach w Warszawie

Emil Franciszek Mecnarowski (ur. 10 maja 1879 w Krakowie, zm. 21 lipca 1968 w Warszawie) – doktor praw, generał brygady Wojska Polskiego.

## Życiorys
Emil Franciszek Mecnarowski urodził się 10 maja 1879 roku w Krakowie, w rodzinie Aleksandra, inżyniera kolejowego, i Józefy z Węgierkiewiczów (zm. 1939). W 1898 roku ukończył gimnazjum w rodzinnym Krakowie, a w 1903 roku studia prawnicze na Uniwersytecie Jagiellońskim. W czasie studiów działał w Związku Strzeleckim.
W latach 1914–1917 służył w 1 pułku ułanów Legionów Polskich. Od 5 lutego do 31 marca 1917 roku był słuchaczem kawaleryjskiego kursu oficerskiego przy 1 pułku ułanów w Ostrołęce. Kurs ukończył z wynikiem dobrym. Posiadał wówczas stopień wachmistrza. 24 kwietnia 1917 został przydzielony do Sądu Polowego Legionów Polskich i awansowany na chorążego w korpusie oficerów kancelaryjnych. Potem w sądownictwie Tymczasowej Rady Stanu i w konspiracyjnej Polskiej Organizacji Wojskowej. W listopadzie 1918 roku kierował akcją rozbrajania Niemców w Sosnowcu. Wyznaczony na komendanta miasta Sosnowiec.
Od lutego 1919 roku pełnił służbę w sądownictwie Wojska Polskiego. Był podprokuratorem Naczelnego Sądu Wojskowego. W lipcu 1919 roku został wyznaczony na stanowisko szefa Sekcji 2 Ustawodawczej w Oddziale VI Prawnym Sztabu Ministerstwa Spraw Wojskowych. Na tym stanowisku 29 maja 1920 roku został zatwierdzony w stopniu pułkownika Korpusu Sądowego ze starszeństwem z dniem 1 kwietnia 1920, w grupie oficerów byłych Legionów Polskich. Następnie pełnił służbę na stanowisku szefa wydziału w Departamencie IX Sprawiedliwości Ministerstwa Spraw Wojskowych. 3 maja 1922 roku został zweryfikowany w stopniu pułkownika ze starszeństwem z dniem 1 czerwca 1919 roku i 9. lokatą w korpusie oficerów sądowych. Później został zastępcą szefa Departamentu Sprawiedliwości Ministerstwa Spraw Wojskowych w Warszawie.
16 marca 1927 roku Prezydent RP Ignacy Mościcki nadał mu stopień generała brygady ze starszeństwem z dniem 1 stycznia 1927 i 20. lokatą w korpusie generałów. 27 stycznia 1930 roku Prezydent RP mianował go sędzią Najwyższego Sądu Wojskowego w Warszawie. Z dniem 15 października 1930 roku Prezydent RP mianował go prezydentem Najwyższego Sądu Wojskowego w Warszawie. W 1938 roku został przeniesiony w stan spoczynku.
Na emeryturze osiadł w Warszawie. Po wojnie żył z korepetycji. Był naukowcem amatorem w dziedzinie muzykologii.
Od 24 czerwca 1934 jego żoną była Zofia Milsten (1899–1979), urzędniczka Najwyższego Sądu Wojskowego. Dzieci nie mieli.
Zmarł w Warszawie. Został pochowany na cmentarzu Powązkowskim (kwatera 44-6-29).

## Ordery i odznaczenia
- Krzyż Komandorski Orderu Odrodzenia Polski (10 listopada 1928)[9][10]
- Krzyż Niepodległości (2 sierpnia 1931)[11]
- Krzyż Walecznych (czterokrotnie)
- Złoty Krzyż Zasługi (29 kwietnia 1925)[12]
- Medal Pamiątkowy za Wojnę 1918–1921
- Medal Dziesięciolecia Odzyskanej Niepodległości
- Odznaka „Za wierną służbę”[13]